# سوت (ترانه بلک‌پینک)
«سوت» (انگلیسی: Whistle; کره‌ای: 휘파람; لاتین‌نویسی اصلاح‌شده: Hwi-param) ترانه‌ای از گروه دخترانهٔ کره‌ای بلک‌پینک است. این ترانه در ۸ اوت ۲۰۱۶ همزمان با «بوم‌بایا»، توسط وای‌جی انترتینمنت منتشر شد که هر دوی آنها از نخستین آلبوم تک‌آهنگ گروه به نام اسکوئر وان (۲۰۱۶) بودند. ترانه‌سرایی و تهیه‌کنندگی آهنگ «سوت» توسط همکاران در وای‌جی انترتینمنت، تدی پارک، بکو بوم و فیوچر بونس انجام شده‌است و بی. آی از گروه آیکن نیز در متن آن نقش داشته‌است.

## اعتبارات و پرسنل
اعتبارات برگرفته از ملون و انجمن کپی‌رایت موسیقی کره است.
- بلک‌پینک – وکال
- تدی پارک – آهنگساز، ترانه‌سرا، تنظیم کننده
- بکو بوم – آهنگساز، ترانه‌سرا
- فیوچر بونس – آهنگساز، تنظیم کننده
- بی. آی – ترانه‌سرا

## افتخارات
| سال  | مراسم                    | جایزه                         | نتیجه    | منابع |
| ---- | ------------------------ | ----------------------------- | -------- | ----- |
| ۲۰۱۶ | جوایز موسیقی آسیایی ام‌نت | بهترین موزیک ویدئو            | برنده    | [ ۲ ] |
| ۲۰۱۶ | جوایز گلدن دیسک          | بهترین آهنگ دیجیتال (بون‌سانگ) | نامزدشده | [ ۳ ] |
| ۲۰۱۷ | جوایز موسیقی جدول گائون  | آهنگ سال – اوت                | برنده    | [ ۴ ] |

| برنامه      | تاریخ (در مجموع ۳ تا) | منابع |
| ----------- | --------------------- | ----- |
| اینکیگایو   | ۲۱ اوت ۲۰۱۶           | [ ۵ ] |
| اینکیگایو   | ۱۱ سپتامبر ۲۰۱۶       | [ ۶ ] |
| ام کانت‌داون | ۸ سپتامبر ۲۰۱۶        | [ ۷ ] |

## جدول‌ها
| جدول (۲۰۱۶–۱۷)                                       | بالاترین موقعیت |
| ---------------------------------------------------- | --------------- |
| دانلود فنلاند (لاتائوسیلیستا)                        | ۲۴              |
| فیلیپین (فیلیپین هات ۱۰۰)                            | ۹۵              |
| کره جنوبی (جدول دیجیتال گائون)                       | ۱               |
| ترانه‌های دیجیتال جهانی ایالات متحده آمریکا (بیلبورد) | ۲               |

| جدول (۲۰۱۶)       | بالاترین موقعیت |
| ----------------- | --------------- |
| کره جنوبی (گائون) | ۱               |

| جدول (۲۰۱۶)       | موقعیت |
| ----------------- | ------ |
| کره جنوبی (گائون) | ۳۲     |